# Mbanza Kongo
Mbanza Kongo (també M'Banza Congo, M'banza-Kongo, Mbanza Kôngo, fins 1975 São Salvador do Congo), és un municipi d'Angola, capital de la província de Zaire, al nord-oest del país. Mbanza Kongo va ser fundada en 1483, just al moment de l'arribada dels portuguesos a l'antic Regne del Congo, i aleshores era la capital d'aquest regne. Va ser abandonada temporalment durant un període agitat de guerres civils al segle xvi.
Està situada molt prop de l'actual frontera de Angola amb la República Democràtica del Congo, i s'assenta sobre una impressionant muntanya de cim aplanat, anomenada Mongo a-Kaila ("muntanya divisòria"), ja que una llegenda afirma que des d'allí el rei va crear els diferents clans del regne i els va enviar a poblar les diferents regions. Per la vall cap al sud, discorre el riu Luezi. El municipi se subdivideix en cinc comunes: Mbanza Kongo, Caluca, Luvu, Mandinba i Quiende. En 2014 tenia 173.850 habitants. El juliol de 2017 Mbanza Kongo fou declarada Patrimoni de la Humanitat per la UNESCO.

## Llocs d'interès
Mbanza Kongo va ser la residència dels manikongos, reis de l'Imperi del Congo, que en el seu moment d'esplendor s'estenia des de la costa atlàntica a l'oest, fins al riu Nkisi a l'est, i des del riu Congo al nord, fins al riu Dande al sud. A l'àrea cèntrica de la ciutat moderna, als jardins de l'antic palau reial i actual museu, encara pot trobar-se el jalankuwo, l'arbre on el manicongo realitzava els seus judicis.
La ciutat també és coneguda per les ruïnes de la catedral, construïda en 1549, i sobre la qual molts angolesos afirmen que és l'església més antiga de l'Àfrica subsahariana. D'aquesta església, coneguda localment com a nkulumbimbi, es diu actualment que va ser construïda pels àngels durant la nit. Va ser elevada a la categoria de catedral en 1596. El Papa Joan Pau II va visitar el lloc durant el seu gira per Angola en 1992.
Un altre lloc interessant d'importància històrica és el monument a la mare del manikongo Afonso I, prop de l'aeroport, que commemora una llegenda popular que va començar en la dècada de 1680, segons la qual el rei hauria enterrat viva la seva mare, perquè ella no volia donar-li un amulet que usava al voltant del coll.

## Història
Els primers reis del Congo dels quals es té registre, en la seva correspondència amb els reis de Portugal, es refereixen a la ciutat amb el nom de "ciutat de Congo" (cidade de Congo), i el nom de "São Salvador" apareix referit per primera vegada en les cartes d'Álvaro I (1568 a 1587), costum que va ser continuada pels seus successors, si bé hauria estat el rei Afonso I, monarca entre 1509 i 1542, qui havia realitzat el canvi formal de nom.
En 1507, després de la mort de João I, es va desenvolupar en els voltants de la ciutat una batalla per la successió del tron, en la qual es van enfrontar Afonso (fill del mort monarca), i el seu mig germà, Mpanzu a Kitima (o Mpanzu a Nzinga), sortint victoriós el primer.
Quan els portuguesos van arribar al Congo, Mbanza Kongo ja era una gran ciutat, tal vegada la més gran en tota l'Àfrica sub-equatorial. Un visitant a principis de 1491 va comparar la seva grandària al de la ciutat portuguesa d'Évora. Durant el regnat d'Afonso I, es van construir diversos edificis de pedra, entre ells un palau i diverses esglésies. La ciutat va créixer considerablement a mesura que el regne del Congo es va anar expandint: una declaració eclesiàstica de la dècada de 1630 relatava que s'havien realitzat entre 4000 i 5000 baptismes a la ciutat i les seves zones immediatament limítrofes (presumiblement les valls que l'envolten), la qual cosa és coherent amb les dades que llancen un total de 100.000 habitants a la ciutat per a aquesta època. D'aquests, uns 30.000 vivien a la muntanya i la resta a les valls al voltant de la ciutat. Entre els seus edificis importants s'explicaven una dotzena d'esglésies, incloent la catedral de San Salvador i capelles i oratoris privats, i un impressionant palau reial de dos pisos, l'edifici únic d'aquesta naturalesa en tot el Congo, segons el viatger Giovanni Francesco da Roma (1648).
La ciutat va ser saquejada diverses vegades durant les guerres civils que van seguir la batalla de Mbwila de 1665, la primera d'elles en 1668 i va ser abandonada en 1678, després de ser arrasada per les tropes del pretendent al tron Pedro III. L'urbs va ser reocupada breument pels diferents prínceps en disputa, així: per Manuel I (amb el suport de la Princesa de Soyo) en 1690, per João II en 1696 i una mica més tard, aquest mateix any, per Pedro IV. En els primers anys del segle xviii, el mateix Pedro IV del Congo, va enviar colons a ocupar l'antiga capital ara abandonada, però no va ser sinó fins a 1705, quan es va establir un població estable, amb els seguidors de la líder religiosa Beatriz Kimpa Vita, cap de l'heretgia antonianista. La ciutat va ser restablida com a capital del Regne per Pedro IV en 1709. No va tornar a ser despoblada, encara que la seva població va fluctuar considerablement entre els segles xviii i xix.
Va ser fins al cap de la independència d'Angola en 1975 que es va reemplaçar el nom portuguès per l'antic nom bantu de la ciutat.

## Diòcesi
El 14 de març de 1967 va ser creada la nova diòcesi de Carmona i San Salvador, segregant el seu territori de l'arquebisbat de Luanda. El 16 de maig de 1984 part del seu territori forma la nova diòcesi de Mbanza Kongo.
Les ruïnes de la primera catedral testimonien la solidesa religiosa de la terra angolesa. La religió catòlica portada pels portuguesos en 1482, havia estat acceptada amb esperit d'hospitalitat pel sobirà del lloc, Nzinga Nkuwu. Ell mateix va rebre el baptisme, juntament amb el seu fill gran Nzinga Mvemba, que en aquesta circumstància va prendre el nom d'Afonso. Després d'haver succeït al seu pare, Afonso va regnar durant trenta-quatre anys, esforçant-se activament per afavorir la difusió de l'Evangeli entre el seu poble. Aquests anys es consideren l'època d'or de l'evangelització del regne del Congo. Un dels seus fills, Enrique, va ser el primer bisbe negre del que es té notícia.